# Hellsing Ultimate
Hellsing Ultimate – anime produkcji japońskiej w reżyserii Tomokazu Tokoro. Oparte jest na popularnej mandze Hellsing autorstwa Kohta Hirano. Wyprodukowano dziesięć odcinków; pierwszy wyemitowano 10 lutego 2006 roku, a ostatni 26 grudnia 2012 roku. W głównych rolach wystąpili Joji Nakata, Fumiko Orikasa i Yoshiko Sakakibara. Muzykę do serii napisał Hayato Matsuo. Muzyka końcowa pierwszych pięciu odcinków została wykonana przez Orkiestrę Symfoniczną Filharmonii Narodowej w Warszawie.

## Obsada
- Joji Nakata: Alucard
- Yoshiko Sakakibara: Integra Hellsing
- Fumiko Orikasa: Victoria Seras
- Mtomu Kiyokawa: Walter C. Dornez (starszy)
- Romi Paku: Walter C. Dornez (dziecko)
- Norio Wakamoto: Alexander Anderson
- Nobuo Tobita: Major
- Takehito Koyasu: Luke Valentine
- Shō Hayami: Enrico Maxwell

## Opis fabuły
Większa część serii dzieje się we współczesnej Anglii. Tajna protestancka organizacja Hellsing, kierowana przez sir Integrę Hellsing zajmuje się zabijaniem nieumarłych i utrzymywaniem ich istnienia w tajemnicy. Analogiczne zadanie wykonuje specjalna Sekcja XIII w Watykanie – Iscariote. Prowadzi to do konfliktu, którego główną osią jest dwóch bohaterów obdarzonych nadludzkimi mocami – Alucard z Hellsinga i o. Alexander Anderson z Iscariote. Niespodziewanie do akcji włączają się naziści, pod wodzą mjr. Montany chcącego rozpętać wojnę z Anglią. W wyniku prowadzonych eksperymentów dysponują armią nieumarłych. Hellsing musi stawić czoło szalonemu majorowi oraz armii abp. Enrico Maxwella, który prowadzi krucjatę przeciw protestantom.